# Departament siedlecki
Departament siedlecki – departament Księstwa Warszawskiego istniejący w latach 1810–1815 ze stolicą w Siedlcach. Powstał na mocy dekretu królewskiego z dnia 17 kwietnia 1810, w wykonaniu wcześniejszego dekretu z 24 lutego 1810 dotyczącego rozciągnięcia Konstytucji i administracji Księstwa Warszawskiego na tereny dawnej Nowej Galicji przyłączonej do Księstwa Warszawskiego 14 października 1809. W 1816 przekształcony w województwo podlaskie Królestwa Polskiego.

## Władze lokalne
Na czele departamentu stanął prefekt Józef Grzybowski (były poseł na Sejm Wielki, od maja 1809 do kwietnia 1810 r. prezes cyrkułu siedleckiego).
Departament siedlecki składał się z 9 powiatów, na czele których stali podprefekci: 
- powiat bialski - podprefekt Wojciech Horodyński
- powiat garwoliński - podprefekt Adam Gorzkowski
- powiat łosicki - podprefekt Michał Wężyk
- powiat łukowski - podprefekt Jakub Popławski
- powiat radzyński - podprefekt Baltazar Jasieński
- powiat siedlecki - podprefekt Feliks Markowski
- powiat węgrowski - podprefekt Stanisław Buyno
- powiat włodawski - podprefekt Leon Babski (w 1811: podprefekt Adam Moczulski)
- powiat żelechowski - podprefekt Józef Grabowski